# Luynes (Indre-et-Loire)
Luynes település Franciaországban, Indre-et-Loire megyében. Lakosainak száma 5081 fő (2022. január 1.). Luynes Pernay, Ambillou, Berthenay, Fondettes, Saint-Étienne-de-Chigny, Saint-Genouph és Saint-Roch községekkel határos.

## Népesség
A település népességének változása:
| Lakosok száma | 1948 | 3834 | 4128 | 5002 | 5207 | 5153 | 5097 | 5101 | 5093 | 5081 |
|               | 1968 | 1982 | 1990 | 2006 | 2013 | 2015 | 2017 | 2019 | 2020 | 2022 |